# Risc mínim
Risc mínim (LC de l'anglès least-concern) és una categoria assignada per la Unió Internacional per a la Conservació de la Natura (UICN) a les espècies o tàxons inferiors, que han estat avaluats però no compleixen el criteris de cap altra categoria. Com a tals, no poden considerar-se com espècies amenaçades, gairebé amenaçades, o (abans de 2001) depenent de la conservació. Moltes espècies comunes com el colom, les abelles de la mel, el mosquit tigre, el ginebre comú, el milà dels Everglades i el ratolí comú, així com els éssers humans, es troben dins d'aquesta categoria.
Les espècies no poden ser assignades dins la categoria de risc mínim, si l'estat de conservació de la seva població no ha estat avaluat. Això vol dir, que cal informació adequada per fer una valoració, directa o indirecta, del seu risc d'extinció, basant-se en la seva distribució i/o l'estat de la seva població.
Des del 2001, la categoria rep l'abreviatura "LC", d'acord amb les categories i criteris de la UICN, en la seva versió 3.1. No obstant això, al voltant del 20% (3.261 de 15.636) dels tàxons d'aquesta categoria que es troben a la base de dades de la UICN, fan servir el codi "LR/lc", la qual cosa vol dir que no han estat reavaluats des de l'any 2000. Abans del 2001 "risc mínim" era una subcategoria de "Risc baix" i rebia el codi "LR/lc" o "(lc)".
Malgrat que les espècies amb «risc mínim» no són considerades per la UICN com a categories de la llista vermella, la Llista Vermella de la UICN del 2006 encara assignava aquesta categoria a 15.636 tàxons. El nombre total d'espècies animals d'aquesta categoria és de 14.033 (el qual inclou diverses espècies que no han estat formalment descrites, com és el cas d'una granota del gènere Philautus). També hi conté 101 tàxons de subespècies d'animals i 1.500 tàxons de plantes (1.410 espècies, 55 subespècies i 35 varietats). A més, conté dues subpoblacions d'animals: les subpoblacions d'Australàsia i del sud d'Àfrica d'agullat. Cap fong ni protist es troba dins d'aquesta categoria, encara que només 4 espècies d'aquests regnes han estat avaluades per la UICN. Els éssers humans es troben formalment dins d'aquesta categoria d'ençà que el 2008 la UICN en dugué a terme l'avaluacio.

## Classificacions similars
- El COSEWIC designa a les espècies la categoria de Sense risc (Not At Risk, NAR), quan ha avaluat que no es troben en risc d'extinció donades les circumstàncies actuals.

- El NatureServe conservation status fa servir del rang Segur (Secure, G5) per espècies que "es poden demostrar àmpliament distribuïdes, abundants i segures", i tenen una població estable.

- El Fons Mundial per la Natura fa servir relativament estable/relativament intacte (relatively stable/relatively intact, RS) com a estat de risc mínim per ecoregions.

Molts sistemes de classificació simplement no llisten les espècies en risc mínim. Per exemple l'Acta de Protecció i Conservació de la Biodiversitat del 1999 d'Austràlia, no inclou una categoria per espècies que no estiguin en risc, encara que aquestes es poden trobar a les llistes de fauna i flora de nominacions sense èxit o d'eliminacions. Hi ha, no obstant això, altres raons per les quals aquestes espècies es poden trobar en aquestes llistes, com canvis taxonòmics. La Endangered Species Act dels Estats Units, tampoc té una llista d'espècies que no estan en risc.